# Tinna Joné
Anna Kristina "Tinna" Joné, född 1 april 1970 Solna, är en svensk dokumentärfilmare och regissör.
Hon började som journalist och har bland annat varit reporter på SVT:s lokalnyheter Östnytt. Efter studier vid Dramatiska institutet i Stockholm har hon fortsatt som dokumentärfilmare. 
Joné är verksam som ämneschef för Film och Media på Stockholms konstnärliga högskola. Hon har varit filmlärare vid Hola folkhögskola i Kramfors kommun. Tillsammans med vännen och kollegan Jesper Andersson har hon drivit den lokala kanalen S-TV i Sollentuna kommun.

## Filmografi
- 1998 – Drömmen om
- 1999 – Lortsverige 2000 regi och roll
- 1999 – Pundarhund regi och manus
- 2000 – Har du bestämt dig? regi
- 2001 – Inspektören
- 2001 – Var é brudarna?
- 2004 – En bulle i ugnen regi och roll